# Sapromyza fulvicornis
Sapromyza fulvicornis är en tvåvingeart som beskrevs av Malloch 1933. Sapromyza fulvicornis ingår i släktet Sapromyza och familjen lövflugor. Inga underarter finns listade i Catalogue of Life.